# Ivan Kostov
Ivan Jordanov Kostov (in bulgaro Иван Йорданов Костов?; Sofia, 23 dicembre 1949) è un politico bulgaro, è stato primo ministro della Repubblica di Bulgaria dal 21 maggio 1997 al 24 luglio 2001 e leader dell'Unione delle Forze Democratiche (UFD) tra il dicembre 1994 e il luglio 2001.

## Biografia
Ivan Kostov si è laureato in economia all'istituto superiore di economia "Karl Marx" (l'odierna Università di Economia Nazionale e Mondiale) a Sofia nel 1974, ed in seguito ottenne un dottorato in Modelli Matematici e Processi Economici all'università di ofia. Lavorò quindi come professore associato all'Università Tecnica di Sofia e fece il suo ingresso in politica dopo la caduta del muro di Berlino ed il collasso del sistema comunista con l'uscita di scena di Todor Živkov. Kostov divenne un esperto di economia per l'Unione delle Forze Democratiche (UDF) il nuovo partito creato nel 1990 in opposizione alle forze socialiste e comuniste. La sua carriera politica ebbe inizio come membro del parlamento nella settima grande legislatura dell'Assemblea Nazionale nel 1990 ed in seguito divenne ministro delle finanze nei governi di Dimităr Popov (dicembre 1990 – ottobre 1991) e di Filip Dimitrov (novembre 1991 – dicembre 1992).
Kostov fu eletto presidente dell'UDF nel 1994. Alla fine del 1996 ed all'inizio del 1997, si ebbero manifestazioni di protesta contro il Partito Socialista Bulgaro, che aveva portato all'inflazione e ad una completa crisi, proteste che portarono alla caduta del governo in carica. L'UDF vinse le elezioni del maggio 1997 e Kostov fu eletto primo ministro della Bulgaria, ed il suo fu il primo e unico governo nella Bulgaria post-comunista a ricoprire il suo mandato in tutti i quattro anni previsti dalla costituzione. Kostov è ritenuto responsabile del superamento delle sfortune economiche del paese, dell'inizio della crescita dell'economia sostenibile e dell'inizio della completa integrazione della Bulgaria con l'occidente. Sotto il suo governo furono emplementate le riforme economiche a lungo procrastinate, inclusa la privatizzazione su larga scala delle imprese sotto controllo statale ed il paese cominciò i tanto attesi colloqui per l'accesso all'Unione europea (a cui la Bulgaria si unì il 1º gennaio 2007). In aggiunta durante la guerra del Kosovo prese alcune decisioni difficili ma alla fine benefiche, come permettere alla NATO ma non alla Russia di poter utilizzare lo spazio aereo bulgaro, e di non permettere ai rifugiati kosovare di riparare in Bulgaria, proteggendo il proprio paese.
Alcune delle politiche di privatizzazione di Kostov furono criticate dal PSB. Alla fine l'UDF per le elezioni del giugno 2001 in favore del nuovo partito Movimento Nazionale Simeone II. Kostov si dimise dall'incarico di presidente dell'UDF e poi lasciò il partito per crearne uno nuovo, i Democratici per una Bulgaria Forte (DBF).

## Posizione Politica Attuale
Dopo la rielezione all'interno del DBF nel luglio 2007 Kostov è rimasto come leader del partito che si è dimostrato una forte opposizione di destra contro la coalizione del PSB, del Movimento Nazionale per la Stabilità e il Progresso e del partito della minoranza turca, il Movimento per i Diritti e le Libertà. Il DBF e l'UFD parteciparono in coalizione alle elezioni europee dell'estate 2009 sotto il nome di Coalizione Blu.